# 瓦馬鄉 (蘇恰瓦縣)
47°33′N 25°43′E / 47.550°N 25.717°E
瓦馬鄉（羅馬尼亞語：Comuna Vama, Suceava），是羅馬尼亞的鄉份，位於該國東北部，由蘇恰瓦縣負責管轄，面積136平方公里，海拔高度548米，2002年人口6,211，人口密度每平方公里46人。